# 마이클 포스터 (음악가)
마이클 포스터(Michael Foster, 1964년 12월 9일 출생)는 록 밴드 파이어하우스의 드러머이자 창립 멤버로 가장 잘 알려진 미국 음악가이다. 보컬리스트 C. J. 스네어의 사망 이후, 포스터와 기타리스트이자 창립 멤버인 빌 레버티는 밴드에 남아있는 유일한 원년 멤버이다.

## 생애
포스터는 리치먼드, 버지니아주에서 제임스 어니스트와 패트리샤(옛 성씨 발렌티) 포스터 사이에서 태어났다. 그는 다니엘 숀이라는 남동생이 있다. 5살 때 어머니가 그에게 첫 번째 진짜 드럼 세트를 주었고, 그는 그것을 연습하는 데 몇 시간을 바쳤다. 그는 학교 밴드에서 연주했고 결국 음악 이론과 다른 타악기들을 배웠다.
1984년, 포스터는 화이트 히트(White Heat)라는 밴드의 오디션을 보았는데, 그 밴드에는 빌 레버티가 기타리스트로 있었다. 그는 그 자리를 얻었고, 결국 그들은 캐롤라이나 지역을 순회하면서 C. J. 스네어와 페리 리처드슨을 만났다. 네 명은 1988년 화이트 히트(White Heat)로 합류했고 1990년 에픽 레코드에서 첫 발매를 하기 전에 이름을 파이어하우스(Firehouse)로 변경했다. 파이어하우스는 전 세계적으로 7백만 장 이상의 앨범을 판매했으며 여러 국제적인 히트곡을 냈다.
포스터는 2012년 12월부터 2013년 2월까지 워런트의 드러머 스티븐 스위트가 목 부상에서 회복하는 동안 그를 대신했다.

## 개인 생활
포스터는 1995년 9월 15일에 로리 밍지와 결혼했다. 그들은 두 딸과 한 아들을 두었다.